# Göte Borgström
Göte Ingvar Borgström, född 7 april 1904 i Svängsta, Asarums församling,  död 13 maj 1974 i Svängsta, var en svensk företagare och innovatör.
Göte Borgström växte upp i Svängsta. Han var son till Carl August Borgström, som grundade AB Urfabriken (ABU) i Svängsta 1921, och han började i lära i faderns verkstad som 14-åring.
Efter faderns död 1934 tog han över ABU, som 1935 hade 23 anställda och en årsomsättning på 109 000 kronor. Han utvecklade dåtidens minsta och lättaste taxameter, som fick namnet Record och blev klar för lansering 1939. Med andra världskriget rasade efterfrågan på taxametrar, och därför utvecklade Göte Borgström, som också var sportfiskare, en spinnrulle som ersättningsprodukt. År 1941 lanserades fyra olika spinnrullar, vars namn var Record 1500, 1600, 1700 och 1800, och vilka var de första svensktillverkade spinnrullarna. 
Göte Borgström ledde ABU till 1971, då han överlämnade ledningen till sonen Lennart Borgström.  Vid denna tid hade ABU blivit ett medelstort företag, som 1975 hade omkring 1.400 anställda och en omsättning på 138 miljoner kronor.
Han var gift med Lisen Borgström och hade med henne en son och en dotter.